# Андрес Думітреску
Андрес Думітреску (рум. Andres Dumitrescu, нар. 11 березня 2001, Слатіна) — румунський футболіст, захисник, який на правах оренди з клубу «Славія» грає в клубі «Сепсі ОСК», а також грає в молодіжній збірній Румунії. Дворазовий володар Кубка Румунії та Суперкубка Румунії.

## Клубна кар'єра
Андрес Думітреску народився 2001 року в місті Слатіна. Займався в юнацьких командах низки футбольних клубів, зокрема «Арджеш», «Вііторул Арджеш», «Падова» та «Лугано». У дорослому футболі дебютував 2020 року виступами за команду «Сепсі ОСК», в якій двічі став володарем Кубка Румунії та Суперкубка Румунії. У 2023 році футболіст перейшов до чеського клубу «Славія», проте вже в 2024 році керівництво клубу відправило румунського футболіста в оренду до його колишнього клубу «Сепсі ОСК».

## Виступи за збірні
У 2017 році Андрес Думітреску дебютував у складі юнацької збірної Румунії, загалом на юнацькому рівні взяв участь у 13 іграх. Протягом 2022—2023 років футболіст залучався до складу молодіжної збірної Румунії, у складі якої грав на домашньому для румунської молодіжної збірної молодіжному чемпіонаті Європи 2023 року.

## Титули і досягнення
- Володар Кубка Румунії (2):

«Сепсі ОСК»: 2021–2022, 2022–2023
- Володар Суперкубка Румунії (2):

«Сепсі ОСК»: 2022, 2023